# Paralaxita lasica
Paralaxita lasica är en fjärilsart som beskrevs av Hans Fruhstorfer 1914. Paralaxita lasica ingår i släktet Paralaxita och familjen Riodinidae. Inga underarter finns listade i Catalogue of Life.